# Chaourse
Chaourse es una comuna francesa, situada en el departamento de Aisne, de la región de Alta Francia.

## Demografía
| 783 | 769 | 629 | 551 | 522 | 522 | 541 | 532 |
| Para los censos de 1962 a 1999 la población legal corresponde a la población sin duplicidades (Fuente: INSEE [Consultar]) |     |     |     |     |     |     |     |